# Svizzera ai XII Giochi olimpici invernali
La Svizzera partecipò ai XII Giochi olimpici invernali, svoltisi a Innsbruck, Austria, dal 4 al 15 febbraio 1976, con una delegazione di 59 atleti impegnati in nove discipline.